# Nježić
Nježić is een plaats in de gemeente Velika in de Kroatische provincie Požega-Slavonië. De plaats telt 6 inwoners (2001).